# Championnat de France masculin de handball 1996-1997
Navigation
Division 1 1995-1996 Division 1 1997-1998
Le championnat de France masculin 1996-1997 est la 45e saison du plus haut niveau de handball en France.
Le titre de champion de France de Division 1 est remporté par l'US Ivry. C'est leur septième titre de champion de France.
À l'issue de la saison, l'Istres Sports, l'ES Besançon et le HBC Villeneuve-d'Ascq sont relégués en Division 2 et remplacés par les promus Cavigal Nice, Villeurbanne HA et SC Sélestat.

## Participants
| Club                                  | Rang 1996 |
| ------------------------------------- | --------- |
| PSG-Asnières                          | 2e        |
| US Créteil HB                         | 3e        |
| Montpellier Handball                  | 4e        |
| US Ivry                               | 5e        |
| Girondins de Bordeaux HBC             | 6e        |
| UMS Pontault-Combault                 | 7e        |
| Istres Sports                         | 8e        |
| US Dunkerque                          | 9e        |
| SO Chambéry                           | 10e       |
| HBC Villeneuve-d'Ascq                 | 11e       |
| Sporting Toulouse 31                  | 12e       |
| ES Besançon Masculine                 | 1er de D2 |
| Athletic Club de Boulogne-Billancourt | 2e de D2  |
| Massy Essonne Handball                | 3e de D2  |

Remarque : l'OM Vitrolles, tenant du titre, a déposé le bilan et disparu à l'intersaison 1996.
Par ailleurs, le PSG-Asnières est qualifié pour la Ligue des champions, l'US Ivry pour la Coupe des coupes, le Montpellier Handball pour la Coupe de l'EHF et l'US Créteil pour la Coupe des Villes.

## Effectif des équipes et transferts
Cf. document externe : « Hand mag n°11 : Le championnat a repris ses droits », Fédération française de handball, septembre 1996 (consulté le 3 mars 2020), p. 11-27.

## Compétition

### Classement final
|    | Équipe                      | Pts | J  | G  | N | P  | Bp  | Bc  | Diff |
| -- | --------------------------- | --- | -- | -- | - | -- | --- | --- | ---- |
| 1  | US Ivry                     | 74  | 26 | 24 | 0 | 2  | 757 | 636 | 121  |
| 2  | US Créteil (C)              | 69  | 26 | 21 | 1 | 4  | 610 | 510 | 100  |
| 3  | Montpellier Handball        | 67  | 26 | 19 | 3 | 4  | 637 | 573 | 64   |
| 4  | PSG-Asnières                | 61  | 26 | 16 | 3 | 7  | 659 | 617 | 42   |
| 5  | SO Chambéry                 | 57  | 26 | 15 | 1 | 10 | 619 | 611 | 8    |
| 6  | Massy Essonne Handball (P)  | 49  | 26 | 8  | 7 | 11 | 575 | 600 | -25  |
| 7  | Sporting Toulouse 31        | 48  | 26 | 10 | 2 | 14 | 597 | 616 | -19  |
| 8  | UMS Pontault-Combault       | 46  | 26 | 9  | 2 | 15 | 638 | 646 | -8   |
| 9  | Girondins de Bordeaux HBC   | 46  | 26 | 9  | 2 | 15 | 600 | 622 | -22  |
| 10 | AC Boulogne-Billancourt (P) | 45  | 26 | 8  | 3 | 15 | 633 | 649 | -16  |
| 11 | US Dunkerque                | 44  | 26 | 7  | 4 | 15 | 557 | 583 | -26  |
| 12 | Istres Sports               | 44  | 26 | 9  | 0 | 17 | 618 | 658 | -40  |
| 13 | ES Besançon (P)             | 41  | 26 | 7  | 1 | 18 | 597 | 683 | -86  |
| 14 | HBC Villeneuve-d'Ascq       | 37  | 26 | 5  | 1 | 20 | 516 | 609 | -93  |

|     | Champion de France 1996-1997 et qualifié pour la Ligue des champions |
|     | Qualifié pour la Coupe des coupes                                    |
|     | Qualifié pour la Coupe de l'EHF                                      |
|     | Qualifié pour la Coupe des Villes                                    |
|     | Relégation en Division 2                                             |
| (C) | Vainqueur de la Coupe de France 1996-1997                            |
| (P) | Promu de Division 2 en début de saison                               |

### Résultats
| Résultats (dom.\ext.)                                      | BES   | BOR   | BOU   | CHA   | CRE   | DUN   | IST   | IVR   | MAS   | MON   | PAR   | PON   | TOU   | VIA   |
| ES Besançon                                                |       | 22-21 | 24-23 | 28-26 | 23-25 | 21-22 | 26-25 | 24-27 | 22-22 | 25-26 | 17-20 | 24-26 | 25-23 | 20-19 |
| Girondins de Bordeaux HBC                                  | 33-23 |       | 24-21 | 20-23 | 23-24 | 20-22 | 29-25 | 30-37 | 31-26 | 23-24 | 18-20 | 23-22 | 27-24 | 23-11 |
| AC Boulogne-Billancourt                                    | 38-20 | 23-22 |       | 19-21 | 19-21 | 21-21 | 30-25 | 29-32 | 23-22 | 28-32 | 23-22 | 27-24 | 23-24 | 25-18 |
| SO Chambéry                                                | 28-31 | 27-21 | 28-25 |       | 21-25 | 22-17 | 30-23 | 26-29 | 20-20 | 20-24 | 25-23 | 27-21 | 23-22 | 23-19 |
| US Créteil HB                                              | 31-17 | 27-12 | 29-23 | 22-25 |       | 22-20 | 22-19 | 27-23 | 23-21 | 23-23 | 22-15 | 20-15 | 24-16 | 26-15 |
| US Dunkerque                                               | 30-21 | 19-23 | 24-24 | 26-20 | 19-23 |       | 23-20 | 19-23 | 22-22 | 20-21 | 22-27 | 21-27 | 23-21 | 25-16 |
| Istres Sports                                              | 25-24 | 29-22 | 27-26 | 24-21 | 27-22 | 24-19 |       | 22-29 | 28-21 | 24-23 | 24-27 | 23-33 | 20-24 | 23-15 |
| US Ivry HB                                                 | 26-23 | 27-22 | 28-25 | 31-23 | 27-24 | 28-19 | 29-25 |       | 31-23 | 32-26 | 27-26 | 32-28 | 32-23 | 29-19 |
| Massy Essonne Handball                                     | 22-20 | 20-20 | 23-22 | 27-25 | 14-20 | 21-18 | 30-24 | 26-27 |       | 20-18 | 22-30 | 21-21 | 20-18 | 28-25 |
| Montpellier Handball                                       | 29-25 | 24-24 | 27-21 | 26-19 | 24-21 | 21-19 | 22-17 | 28-25 | 23-20 |       | 20-20 | 31-24 | 29-21 | 29-21 |
| PSG-Asnières                                               | 32-23 | 31-28 | 32-26 | 25-26 | 20-21 | 29-28 | 28-24 | 23-30 | 28-28 | 29-24 |       | 28-27 | 31-31 | 21-20 |
| UMS Pontault-Combault                                      | 29-23 | 28-23 | 27-27 | 25-27 | 21-22 | 26-25 | 27-21 | 25-39 | 23-22 | 22-23 | 22-27 |       | 21-22 | 33-16 |
| Sporting Toulouse 31                                       | 34-27 | 27-21 | 30-19 | 18-22 | 12-18 | 26-20 | 26-22 | 27-31 | 20-20 | 15-20 | 20-25 | 25-21 |       | 26-20 |
| HBC Villeneuve-d'Ascq                                      | 21-19 | 16-17 | 22-23 | 20-21 | 20-30 | 18-18 | 30-28 | 24-26 | 18-14 | 15-20 | 19-20 | 27-20 | 32-22 |       |
| - Victoire à domicile - Match nul - Victoire à l'extérieur |       |       |       |       |       |       |       |       |       |       |       |       |       |       |

### Champion de France 1996-1997
| Champion de France 1996-1997 Union sportive d'Ivry 7e victoire |

L'effectif de l'Union sportive d'Ivry était, :
- Marc-Olivier Albertini (GB)
- Éric Amalou
- Christian Bertreux (GB)
- Manuel Blin
- Hubert Droy
- Fabrice Guilbert
- Daniel Hager
- Stéphane Joulin
- Vassili Koudinov
- Mathieu Kreiss
- Cédric Largent
- Pascal Léandri
- Franck Maurice
- Nicolas Moretti
- Raoul Prandi
- Thomas Richard
- Mirza Šarić
- Damir Smajilagić
- Stéphane Tari

Encadrement
- Sead Hasanefendić, entraîneur
- Maurice Zellner, président
- René Richard, vice-président

À noter qu'à l'été 1996, le gardien de but russe Andreï Lavrov et l'arrière international Philippe Schaaf ont quitté le club.

## Statistiques

### Meilleurs buteurs
Le croate Zlatko Saračević (Istres Sports) aurait terminé meilleur buteur. 
Saračević était déjà en tête après 17 journées avec 124 buts devant Zoran Stojiljković (ACBB, 109 buts), Stéphane Joulin (Ivry, 98 buts), Vassili Koudinov (Ivry, 97 buts), Olivier Maurelli (Bordeaux, 96
buts) et Frédéric Pons (Massy, 94 buts) et a accru son avance après 20 journées avec 161 buts devant le même duo (Zoran Stojiljković avec 132 buts et Stéphane Joulin avec 119 buts). Il était toujours en tête à deux journées de la fin.

### Nombre de spectateurs
En moyenne, 759 spectateurs ont assisté aux matchs du championnat :
| Rang | Club                                  | Moyenne          |
| ---- | ------------------------------------- | ---------------- |
| 1    | Montpellier Handball                  | 1258 spectateurs |
| 2    | Sporting Toulouse 31                  | 1245 spectateurs |
| 3    | US Dunkerque                          | 1145 spectateurs |
| 4    | US Créteil                            | 904 spectateurs  |
| 5    | SO Chambéry                           | 882 spectateurs  |
| 6    | Istres Sports                         | 736 spectateurs  |
| 7    | ES Besançon Masculine                 | 671 spectateurs  |
| 8    | PSG-Asnières                          | 642 spectateurs  |
| 9    | Massy Essonne Handball                | 608 spectateurs  |
| 10   | Athletic Club de Boulogne-Billancourt | 536 spectateurs  |
| 11   | HBC Villeneuve-d'Ascq                 | 500 spectateurs  |
| 12   | US Ivry                               | 570 spectateurs  |
| 13   | Girondins de Bordeaux HBC             | 491 spectateurs  |
| 14   | UMS Pontault-Combault                 | 433 spectateurs  |